# Новомировка
Новомировка (укр. Новомирівка) — село, входит в Бучанский район Киевской области Украины.
Население по переписи 2001 года составляло 43 человека. Почтовый индекс — 08012. Телефонный код — 4578. Занимает площадь 0,371 км². Код КОАТУУ — 3222783502.

## Местный совет
08020, Київська обл., Бучанський р-н, с. Королівка, вул. Олександра Кравченко, 93б